# Masaji Kiyokawa
Masaji Kiyokawa, född 11 februari 1913 i Toyohashi, död 13 april 1999 i Tokyo, var en japansk simmare.
Kiyokawa blev olympisk guldmedaljör på 100 meter ryggsim vid sommarspelen 1932 i Los Angeles.